# Tonight Only!
Tonight Only! — совместный студийный альбом американского пианиста Дейва Брубека и певицы Кармен Макрей, выпущенный в 1961 году на лейбле Columbia Records.
Это был первый из трёх альбомов, которые Брубек и Макрей записали вместе, позже они работали над Take Five Live (1961) и The Real Ambassadors (1962). Брубек высоко оценил лирические интерпретации Макрей его песен, позже заявив: «Кармен расширила даже моё собственное понимание музыки».

## Отзывы критиков
| Оценки критиков               | Оценки критиков |
| Источник                      | Оценка          |
| ----------------------------- | --------------- |
| AllMusic                      | [ 3 ]           |
| Encyclopedia of Popular Music | [ 4 ]           |

Скотт Яноу в рецензии AllMusic отмечает, что у Макрей прекрасный голос, но, как ни странно, все песни (за исключением «Strange Meadowlark») давно забыты. По его мнению, более сильный материал сделал бы сессию более запоминающейся.
В обзоре журнала Billboard от 5 июня 1961 года альбом был выделен в рубрике «Победители недели в центре внимания» (самый высокий потенциал продаж недели), также отмечалось, что результаты объединения Брубека и канарейки Макрей получились «в вышей степени изящными и слушабельными».
Рецензент Cash Box отмечает, что «у Макрей, как всегда, прекрасный голос, и квартет отлично справляется с её поддержкой, а также с инструментальными пассажами, но песни на самом деле не раскрывают всего таланта и количества затраченной на них работы. Следовало бы сделать лучший выбор материала. К счастью (как следует из названия), это всего лишь роман на одну ночь».

## Список композиций
| №  | Название              | Автор(ы)                  | Длительность |
| -- | --------------------- | ------------------------- | ------------ |
| 1. | «Melanctha»           | Дейв Брубек               | 9:58         |
| 2. | «Weep No More»        | Дейв Брубек, Айола Брубек | 2:49         |
| 3. | «Talkin' and Walkin'» | Юджин Райт                | 4:24         |
| 4. | «Briar Bush»          | Дейв Брубек, Айола Брубек | 2:58         |

| №  | Название              | Автор(ы)                                  | Длительность |
| -- | --------------------- | ----------------------------------------- | ------------ |
| 5. | «Paradiddle Joe»      | Джонни Моррис, Фред Пэррис, Джерри Пагсли | 2:00         |
| 6. | «Late Lament»         | Пол Дезмонд                               | 6:17         |
| 7. | «Strange Meadow Lark» | Дейв Брубек, Айола Брубек                 | 2:38         |
| 8. | «Tristesse»           | Дейв Брубек                               | 4:58         |
| 9. | «Tonight Only»        | Дейв Брубек                               | 7:27         |

## Участники записи
- Кармен Макрей — вокал (2, 4, 5, 7)
- Дейв Брубек — фортепиано
- Пол Дезмонд — саксофон-альт
- Джин Райт[англ.] — контрабас
- Джо Морелло[англ.] — барабаны